# Galerie d'Apollon

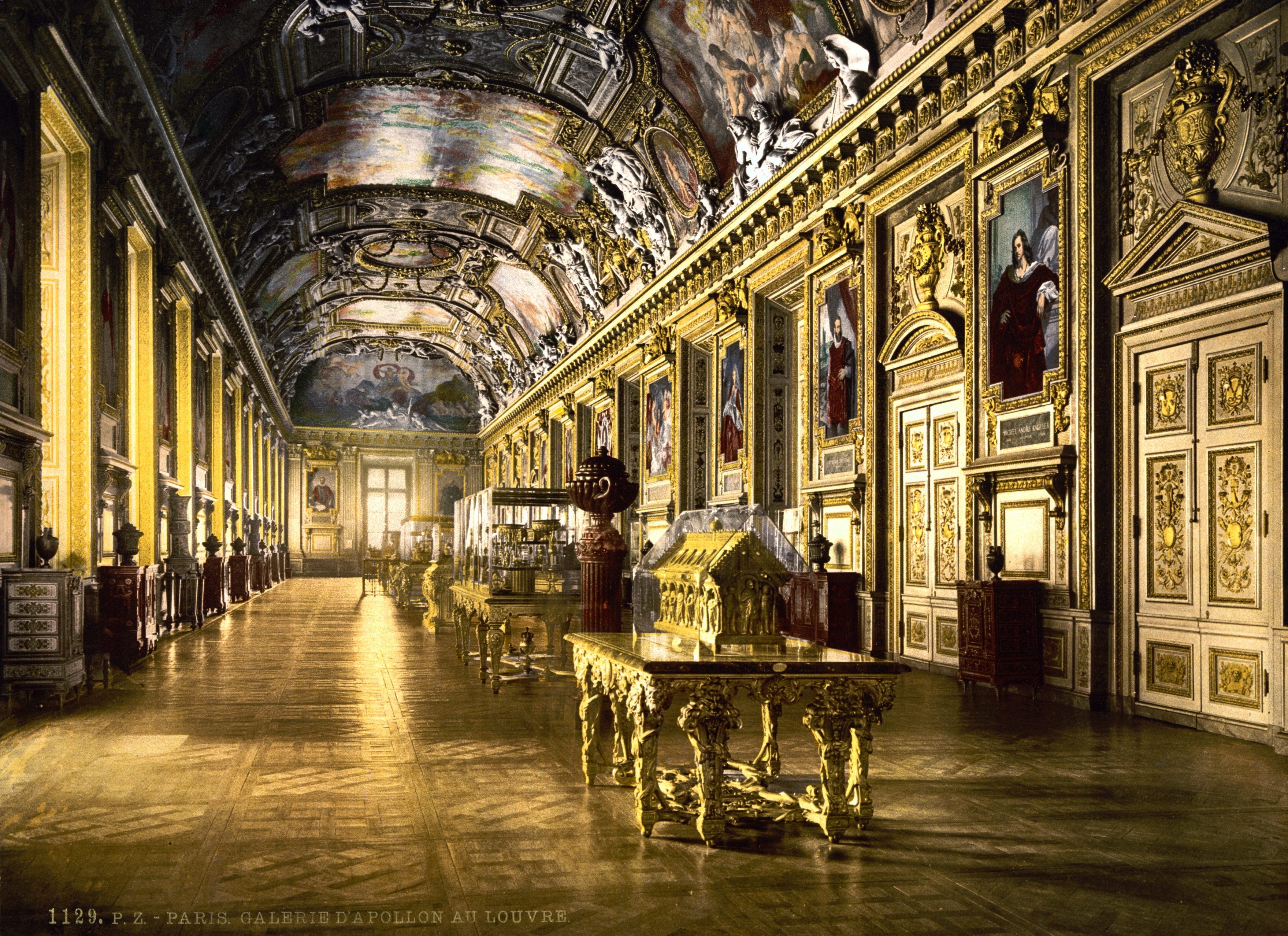
La Galerie d'Apollon nel 1900.

La Galerie d'Apollon (in italiano: "Galleria di Apollo") è una parte del palazzo del Louvre, famosa per i suoi soffitti affrescati, ospita la collezione dei gioielli della corona di Francia.

## Storia
La sala venne originariamente chiamata Petite Galerie del Louvre ed era stata decorata da artisti della scuola di Fontainebleau come Charles Le Brun, Toussaint Dubreuil, Jacob Bunel e sua moglie Marguerite Bahuche secondo disegni di Martin Fréminet, per Enrico IV di Francia.
Dopo che un incendio colpì quest'ala del palazzo il 6 febbraio 1661, Luigi XIV ordinò di ricostruire questa parte del Louvre. Il progetto architettonico venne affidato a Louis Le Vau, e le attività di ricostruzione vennero completate tra il 1661 ed il 1663, mentre Charles Le Brun venne designato come responsabile delle decorazioni da Colbert. Le Brun improntò i principali temi della sala sul movimento del sole nel tempo e nello spazio, sfruttando la figura di Apollo come glorificazione dello stesso Luigi XIV, il Re Sole. Lo scultore François Girardon fu responsabile delle decorazioni a stucco. Questa galleria servì poi da modello a Luigi XIV per progettare la Galleria degli Specchi della Reggia di Versailles qualche anno più tardi. 

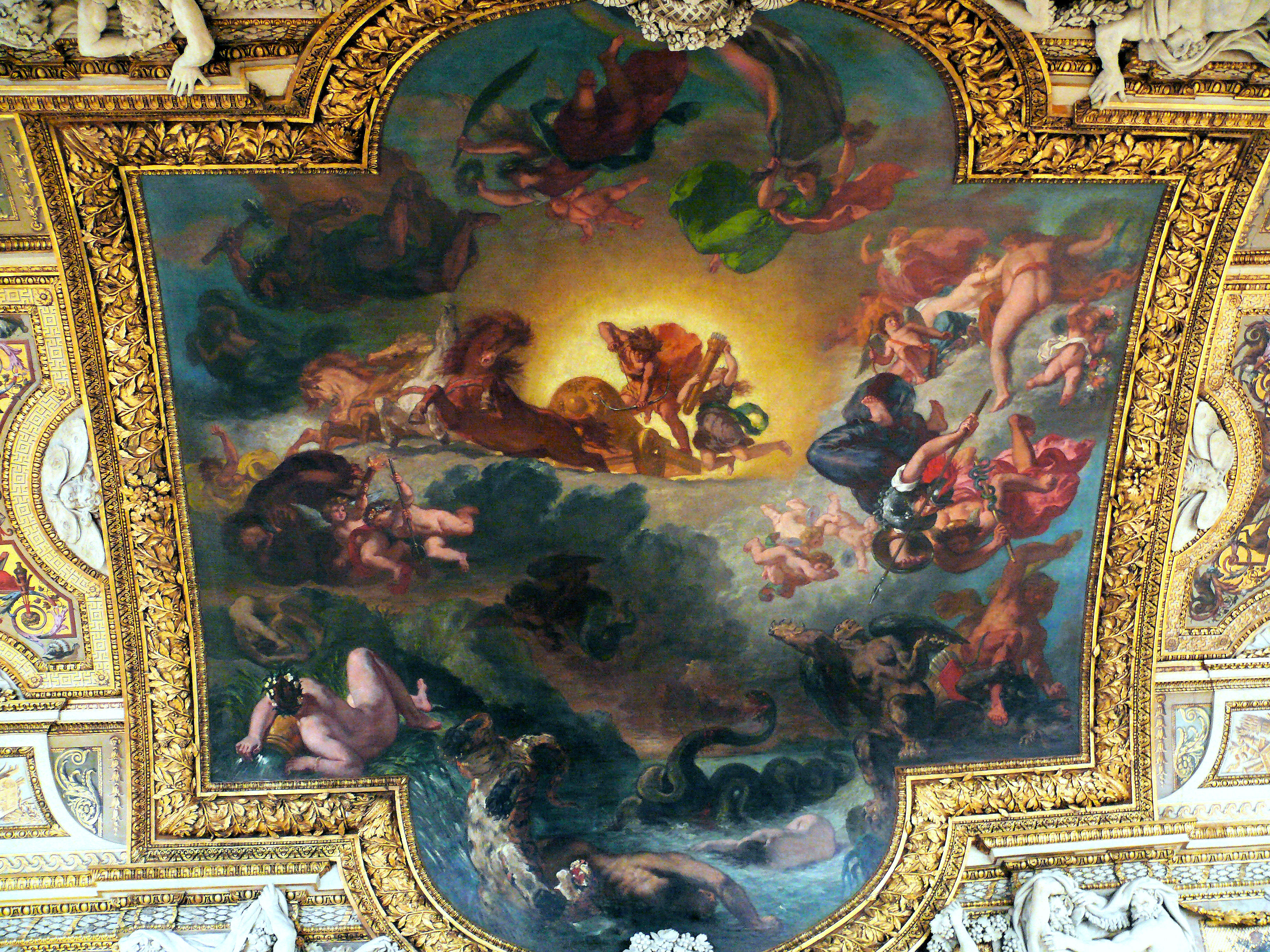
Apollo uccide il pitone di Eugène Delacroix

La galleria si presentava ancora incompleta all'epoca della morte di Luigi XIV nel 1715, ed altre generazioni di artisti continuarono a lavorare alla stanza, come Gaspard e Balthazard Marsy, e Thomas Regnaudin. La decorazione della sala venne completata solo a metà Ottocento sotto la direzione dell'architetto Félix Duban e del pittore Eugène Delacroix che realizzò l'affresco Apollo uccide il pitone sul soffitto, mentre Joseph Guichard dipinse Il trionfo della Terra o Cibele, e Charles Louis Müller realizzò Aurora. La galleria, finalmente completata, venne inaugurata dall'allora presidente Luigi Napoleone Bonaparte il 5 giugno 1851.

## La galleria oggi

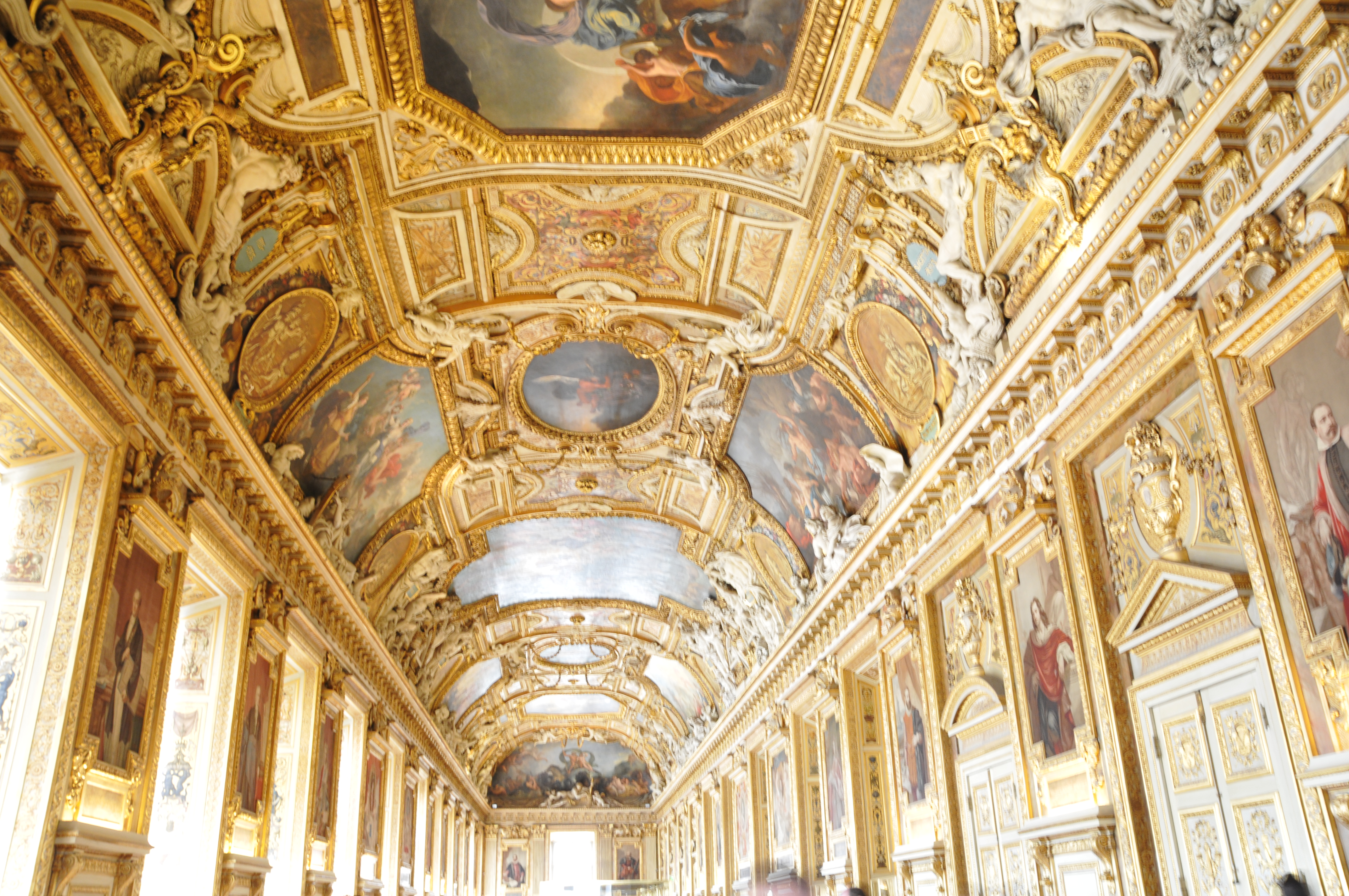
Soffitto decorato della galleria di Apollo al Louvre

Oltre alle sontuose decorazioni della galleria stessa, lo spazio ospita oggi ciò che rimane dei Gioielli della Corona di Francia. Nel 1887, la terza repubblica francese vendette gran parte dei gioielli della corona temendo che i realisti potessero realizzare un colpo di stato e sfruttare i gioielli come simbolo di legittimazione, mantenendo solo quei gioielli degni di significato storico. Tutti i 23 oggetti rimanenti del tesoro dei re di Francia sono oggi conservati nella Galerie d'Apollon. Tra i pezzi più noti si ricordano:
- le corone di Luigi XV e di Napoleone;
- la spada dell'incoronazione (XIII secolo) dei re di Francia;
- lo scettro medievale di Carlo V di Francia;
- il diamante Hortensia, di colore arancio-rosa, di 20 carati, acquistato da Luigi XIV;
- il diamante Regent, bianco, di 140 carati, considerando uno dei diamanti più puri al mondo;
- il diamante Sancy, giallo paglierino, di 55 carati, già parte dei gioielli della Corona del Regno Unito.